# André Lecours
André Lecours (* 1972) ist ein kanadischer Politikwissenschaftler, der als Professor der Universität Ottawa forscht und lehrt. Er amtierte 2022/23 als Präsident der Canadian Political Science Association (CPSA). 2022 wurde er zudem in die Royal Society of Canada aufgenommen.

## Leben
Lecours machte 1994 das Bachelor- und 1996 das Master-Examen im Fach Politikwissenschaft an der Université Laval und wurde 2001 an der Carleton University zum Ph.D. promoviert. 
Er ist Professor an der Fakultät für politische Studien der Universität Ottawa. Seine Forschungsschwerpunkte sind kanadische Politik, europäische Politik, Nationalismus (mit Schwerpunkt auf Québec, Schottland, Flandern, Katalonien und dem Baskenland) sowie Föderalismus.

## Schriften (Auswahl)
- Basque nationalism and the Spanish state. University of Nevada Press, Reno 2007, ISBN 978-0-87417-722-0.
- Mit Daniel Béland: Nationalism and social policy. The politics of territorial solidarity. Oxford University Press, New York/Oxford 2008, ISBN 978-0-19-954684-8.